# Nivå
Nivå es una localidad situada en el municipio de Fredensborg, en la región Capital (Dinamarca). Tiene una población estimada, a inicios de 2024, de 8531 habitantes.